# Region Tumbes
Die Region Tumbes [ˈtumbes] (span. Región Tumbes, Quechua Tunpis suyu) ist eine Region im Nordwesten  Perus. Auf einer Fläche von 4.657 km² leben 237.700 Menschen. Die Hauptstadt ist Tumbes.

## Geographie
Die Region grenzt im Westen an den Pazifik, im Norden und Osten an Ecuador und im Süden an die Region Piura.
Die Landschaft ist flach. Die wichtigsten Hafenstädte sind Zorritos und Puerto Pizarro.

## Provinzen
Die Region ist unterteilt in drei Provinzen und 12 Distrikte.
| Provinz               | Hauptstadt |
| --------------------- | ---------- |
| Contralmirante Villar | Zorritos   |
| Tumbes                | Tumbes     |
| Zarumilla             | Zarumilla  |